# 堤亜里菜
堤 亜里菜（つつみ ありな、2003年9月9日 - ）は、日本の女子バレーボール選手である。

## 来歴
千葉県千葉市出身。
2019年、共栄学園高等学校に進学。全日本高等学校選手権大会（春高バレー）ではエースとして活躍し、ベスト8にまで進んだ3年時の2022年、準々決勝の古川学園を相手に1-2で敗れはしたが、自身にボールを集め、気迫のアタックを多く決めて存在感を出した。同年、明海大学に進学することとなり、その際、V.LEAGUE DIVISION1 WOMEN（V1女子）に所属するヴィクトリーナ姫路の『Victorina Early Challenge』制度（有望学生奨励制度）適用により、同チームに入団となった。それにより、明海大学での勉学や部活動を優先しながら姫路のトレーニングや公式戦にも参加することとなった。入団となった2021/22シーズンのV1女子の試合に出場し、Vリーグデビューを果たした。
同年、U20日本代表に選出され、7月に開催されたアジアU20選手権の各試合に出場し、チームの優勝に貢献した。
2024年、春季関東大学リーグで、明海大学は2部リーグで全勝優勝を果たし入替戦に出場。1部12位の松蔭大学に勝利し創部初の1部昇格を果たした。
2023-24シーズンはヴィクトリーナ姫路での出場はなく、2024-25シーズンは特別指定選手登録を行わないことが発表されている。

## 球歴
- U20日本代表
  - アジアU20選手権 - 2022年

## 所属チーム
- みつわ台クラブ
- 共栄学園中学校
- 共栄学園高等学校（2019-2022年）
- 明海大学（2022年-）
  - ヴィクトリーナ姫路（2022年・2023年）